# 班福德边缘

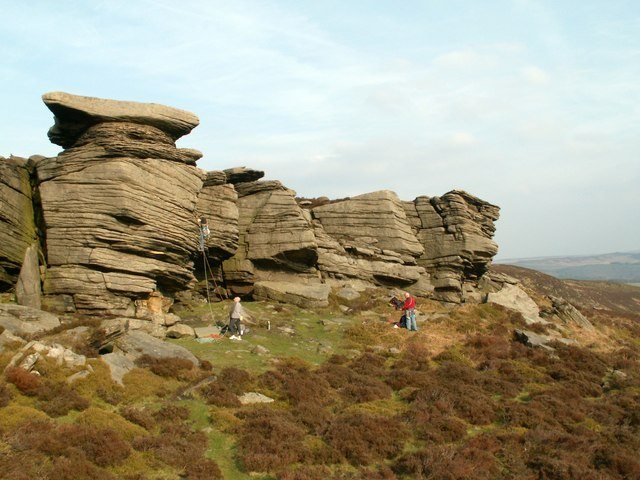
班福德边缘

班福德边缘（Bamford Edge）是位于英國英格兰德比郡希望谷的班福德村以北的一块砂砾岩。有许多小路穿过班福德边缘，在晴朗的日子里，登山班福德边缘几乎可以看到整个希望谷的景色。